# Carlos Martínez de Irujo y del Alcázar
Carlos Martínez de Irujo y del Alcázar (Londres; 3 de abril de 1846-San Sebastián; 14 de septiembre de 1909) fue un noble y político español, viii duque de Sotomayor, grande de España y jefe superior de Palacio de Alfonso XIII.

## Biografía
Hijo de don Carlos Martínez de Irujo y McKean, ii marqués de Casa-Irujo, político del reinado de Isabel II que fue presidente del Consejo de Ministros y duque consorte de Sotomayor por su matrimonio con Gabriela del Alcázar y Vera de Aragón, vii duquesa de Sotomayor, queda huérfano de padre a los nueve años. 
Casa en 1875 con 29 años de edad con María Caro y Széchényi (29-9-1853 Londres - fallecida en 1897 en Madrid) hija del v marqués de la Romana. Con quien tuvo a Carlos Martínez de Irujo Caro progenitor de la Casa de Alba, María Isabel y María del Rosario.
En 1878 se convirtió en diputado en Cortes al cubrir la vacante por fallecimiento de Cristóbal Martín de Herrera, parlamentario por el distrito de Ciudad Rodrigo; revalidó el escaño en las elecciones de 1879.
En 1884 es senador por la provincia de Logroño, convirtiéndose posteriormente en senador por derecho propio.
En 1889 sucede, con 43 años, al fallecer su madre con 73 años, en el título ducal de Sotomayor, siendo legalmente desde entonces el viii duque. Dos años después, es nombrado mayordomo mayor del Rey de España, si bien la Jefatura de Palacio la ostentará el duque de Medina Sidonia. 
En 1897 fallece su mujer María Caro y Széchényi y contrae matrimonio, el 11 de marzo de 1899 y con 53 años, con su cuñada María del Pilar, que era también viuda y hermana menor de su esposa fallecida. 
Al fallecer el Jefe Superior de Palacio en 1900, ocupa ese cargo cortesano hasta su muerte en 1909. En 1903, sufrió un atentado en la plaza de Oriente a manos del desequilibrado José Collar, quien cerca del rey intentó disparar al mayordomo mayor por haberle negado este un empleo.
Su viuda, María del Pilar, volvería a casarse en tercer matrimonio, el 24 de marzo de 1922, con el xii marqués de Martorell, nacido en 1867.

## Títulos y distinciones
- 1846-1850: Excelentísimo señor Don Carlos Martínez de Irujo y del Alcázar
- 1850-1855: Excelentísimo señor marqués de los Arcos
- 1855-1899: Excelentísimo señor marqués de Casa Irujo
- 1899-1909: Excelentísimo señor duque de Sotomayor

### Distinciones
- Caballero de la Insigne Orden del Toisón de Oro
- Caballero de la Orden de Santiago y comendador mayor de León
- Baylío Gran Cruz de la Orden de San Juan de Jerusalén
- Collar y Gran Cruz de la Orden de Carlos III
- 6 de junio de 1902: Caballero gran cruz honorario de la Real Orden Victoriana.[4] (Reino Unido)